# Caius Rabirius (poète)
Caius Rabirius est un poète latin du siècle d'Auguste, de la gens des Rabirii.
Il avait cultivé avec succès la poésie épique : Velleius Paterculus le nomme à côté de Virgile, Tibulle et Ovide. On lui attribue un morceau d'un poème De Bello Actiaco trouvé dans les papyrus d'Herculanum, publié par Kreyssig, Schneeberg, 1814, et réimprimé, avec traduction et commentaires, par Montanari, Forli, 1830-34.